# Carlos Mondaca Corvalán
Carlos Mondaca Corvalán (Talca, Chile, 15 de febrero de 1942) es un jinete de rodeo chileno (retirado) y criador de caballos chilenos. Fue la gran figura del rodeo chileno en la década de 1980, al ganar los títulos de 1987 y 1988. El último con 35 puntos, récord para la época.

## Principales triunfos en el rodeo
Formó una dupla ganadora con el entonces joven jinete Juan Carlos Loaiza y dos potros excepcionales, "Rico Raco" y "Papayero", de propiedad de Mondaca, que lograron los mayores triunfos de la década. Se juntaron en 1986 y ganaron varios rodeos, hasta llevarse el Champion de Chile en Rancagua de 1987. En aquella final Carlos Mondaca y Juan Carlos Loaiza necesitaban en el cuarto toro ocho puntos para empatar y nueve para ser campeones. Con "Papayero" a la mano realizaron tres grandes. A la mano de atrás otros tres grandes de Carlos Mondaca. En la última atajada necesitaban tres puntos para ser campeones, Loaiza y "Papayero" los marcaron claramente y se consagraron como los nuevos campeones de Chile.
Al año siguiente ganaron el bicampeonato con 35 puntos, récord de puntaje para la época. Con eso rompieron la marca que tenían desde el campeonato de 1968 Ramón Cardemil y Ruperto Valderrama, con 29 puntos. Este récord de puntaje duró hasta 1992 con Jesús Bustamante y Vicente Yáñez en "Esparramo" y "Corsario" con 37 puntos. Posteriormente en 1995 se llegó a la suma de 40 puntos.
En el Campeonato Nacional de Rodeo de 1990 obtuvo el tercer lugar de Chile junto con Alejandro Loaiza, montando a "Dormilona" y "La Bamba". Marcaron 25 puntos y se fueron al desempate por el vicecampeonato con Fernando y Alfonso Navarro, pero al realizar dos puntos malos se quedan con el tercer lugar.
Como criador tuvo buenos resultados con éxitos en Chile y en el extranjero. Es el dueño del criadero Santa Teresa.

## Campeonatos nacionales
| Año  | Collera            | Caballos                 | Puntaje | Asociación |
| ---- | ------------------ | ------------------------ | ------- | ---------- |
| 1987 | Juan Carlos Loaiza | "Rico Raco" y "Papayero" | 22      | Valdivia   |
| 1988 | Juan Carlos Loaiza | "Rico Raco" y "Papayero" | 35      | Valdivia   |

### Terceros campeonatos
- 1990: junto con Alejandro Loaiza, montando a "Dormilona" y "La Bamba" con 25-2 puntos.